# Abeytas
Abeytas es un lugar designado por el censo ubicado en el condado de Socorro en el estado estadounidense de Nuevo México. En el Censo de 2010 tenía una población de 56 habitantes y una densidad poblacional de 17,54 personas por km².

## Geografía
Abeytas se encuentra ubicado en las coordenadas 34°27′55″N 106°48′50″O / 34.46528, -106.81389. Según la Oficina del Censo de los Estados Unidos, Abeytas tiene una superficie total de 3.19 km², de la cual 3.19 km² corresponden a tierra firme y 0 km² (0 %) es agua.

## Demografía
Según el censo de 2010, había 56 personas residiendo en Abeytas. La densidad de población era de 17,54 hab./km². De los 56 habitantes, Abeytas estaba compuesto por el 82.14 % blancos, el 0 % eran afroamericanos, el 0 % eran amerindios, el 0 % eran asiáticos, el 0 % eran isleños del Pacífico, el 16.07 % eran de otras razas y el 1.79 % pertenecían a dos o más razas. Del total de la población el 58.93 % eran hispanos o latinos de cualquier raza.